# ドリス・シュワイガー
ドリス・シュワイガー（シュヴァイガーとも。Doris Isabella Schwaiger、女性、1985年2月28日 - ）は、オーストリアの元ビーチバレー選手である。
妹のステファニー・シュワイガーとともに、シュワイガー姉妹として幾多の国際大会に出場した。2002年にギリシャのクシロカストロで開催されたビーチバレーU19世界選手権に初出場し、翌年には地元開催となったFIVBワールドツアークラーゲンフルト・グランドスラムでシニア大会デビューを果たした。FIVBワールドツアーにおける最高順位は、2013年の上海グランドスラムにおける2位である。
オリンピックには、2008年北京と2012年ロンドンと2度出場し、ともに5位入賞を果たした。
2014年5月30日、ドリスはビーチバレーからの引退を発表した。